# Sahar Khodayari
Sahar Khodayari (1990 in Salm, provincie Chahar Mahaal en Bakhtiari - Teheran, 9 september 2019), op sociale media ook bekend als BlueGirl. Zij was een fan van het voetbalteam Esteghlal Tehran. Ze stak zichzelf in brand uit protest tegen haar arrestatie en gevangenisstraf omdat zij het stadion binnen ging om voetbalwedstrijden te kijken, en stierf op 9 september 2019.
Haar dood is over de hele wereld veel besproken onder voetbalfans. Deze gebeurtenis leidde tot de eerste selectieve aanwezigheid van Iraanse vrouwen in voetbalstadions na de revolutie van 1978 om een nationale wedstrijd te kijken.
The Recess is een Iraans-Spaanse korte film geschreven en geregisseerd door Navid Nikkhah Azad, gebaseerd op de dood van Sahar Khodayari, bekend als Blue Girl in Iran.